# Espen Skjønberg
Espen Henrik Skjønberg, född 7 april 1924 i Aker, död 26 augusti 2022, var en norsk skådespelare, son till Henny Skjønberg, bror till Pål Skjønberg och gift med skådespelerskan Mona Hofland.
Skjønberg gick på Nationaltheatrets elevskola. Han var sedan skådespelare vid Stavanger Teater 1945, Nationaltheatret 1946–1949 och 1968–1995, Det Nye Teater 1949–1959, Oslo Nye Teater 1959–1966 och Det norske teatret 1966–1968. Bland hans roller märks Hamlet, Osvald i Henrik Ibsens Gengångare, Armand i Kameliadamen, Peer Gynt, titelrollen i Albert Camus Caligula, Tesman och Brack i Hedda Gabler, Higgins i My Fair Lady, Narren i Trettondagsafton, Josef K. i Processen, Hjalmar och Gregers i Vildanden, Kaptenen i Dödsdansen och Ryttmästaren i Fadren.

## Filmografi i urval
- 1937 – Tattarbruden
- 1939 – De värnlösa
- 1951 – Dei svarte hestane
- 1951 – Ukjent mann
- 1952 – Andrine og Kjell
- 1952 – Vi vil skilles
- 1953 – Ung frue forsvunnet
- 1953 – Skøytekongen
- 1954 – Kasserer Jensen
- 1954 – Portrettet
- 1955 – Arthurs forbrytelse
- 1956 – Roser til Monica
- 1957 – Stevnemøte med glemte år
- 1961 – Hans Nielsen Hauge
- 1981 – Förföljelsen
- 1989 – Landstrykere
- 1989 – Tidlös kärlek
- 1990 – Smycketjuven
- 1994 – Drömspel
- 1996 – Stick i hjärtat
- 2000 – Sofies värld
- 2007 – Berlinerpoplene
- 2007 – O' Horten
- 2013 – Tyskungen

## Utmärkelser
- Kritikerprisen 1952 för Hamlet [14]
- Heddaprisen 2005
- Amandaprisen 2008 för bästa manliga biroll
- Gullruten 2009 för bästa manliga skådespelare